# Eman Ahmad Jamás
Eman Ahmad Jamás, o Imán Ahmad Jamás (Iraq, 1956) és una periodista, traductora, escriptora i activista iraquiana. Llicenciada en Literatura per la Universitat de Bagdad, ha exercit professionalment com a periodista des de 1977, a més de com a traductora. També ha escrit diversos llibres sobre literatura, així com relats breus i contes.
El 2003 va crear i dirigir l'Observatori de l'Ocupació a Iraq, amb el suport d'un reduït nombre de professionals, per tal d'informar sobre l'ocupació dels Estats Units i els seus efectes, mantenint la independència política, assumint les tasques de documentació a través de textos i filmacions dels efectes devastadors de la invasió i ocupació de l'Iraq, desplaçant-se a zones de combat tancades als mitjans de comunicació i constituint-se així en testimonis excepcionals de les agressions que pateix la població iraquiana. El 2004 va ser tancat degut a la inseguretat del país. Des de la invasió del seu país, es convertí en un referent internacional del moviment associatiu iraquià contrari a l'ocupació i de denúncia de la violació dels drets humans, havent rebut per aquest motiu reiterades amenaces de mort, que finalment la van forçar a l'exili. A causa de l'estreta col·laboració mantinguda amb la Campanya Estatal contra l'Ocupació i per la Sobirania de l'Iraq (CEOSI), es veié obligada a sol·licitar l'entrada a l'Estat espanyol amb les seves dues filles, establint-se a Barcelona l'estiu de 2006, i havent de sol·licitar l'asil polític al nostre país. Aquell mateix any 2006 va publicar Cronicas de Irak, on descrivia el que estava succeint a l'Iraq envaït.
El 2007 va rebre el Premi Internacional de Periodisme Julio Anguita Parrado en reconeixement de la seva feina i la seva trajectòria compromesa amb la defensa dels drets humans. El 2013 va presentar la seva tesi doctoral New Colonial Rescue. Appropriating a Feminist Discourse in the War on Terror, una anàlisi crítica del discurs de la guerra contra el terrorisme (GCT) i la representació de les dones a l'Orient Mitjà (OM), que fou publicada el 2014.
Com a experta en el tema iraquià ha estat convidada a intervenir en diversos seminaris i reunions internacionals. Entre aquests, destaquen els fòrums socials de Djakarta i París (2003), Bombai (2004), vàries sessions de la iniciativa Tribunal Internacional sobre l'Iraq (inclosa la de Barcelona, 2005), així com la 19a sessió del Comitè de Drets Humans de les Nacions Unides (Gènova 2003) i el 2006 les reunions de l'Assemblea General de Nacions Unides, amb motiu del Dia Internacional de la Dona, pel seu activisme i militància en el moviment associatiu de dones iraquianes.